# Josh Lucas
Josh Lucas, född som Joshua Lucas Easy Dent Maurer 20 juni 1971 i Little Rock, Arkansas, är en amerikansk skådespelare. Han är troligtvis mest känd för sin medverkan i flera Hollywoodfilmer såsom Glory Road och Poseidon samt i tv-serien Yellowstone.

## Filmografi
| År   | Titel                  | Roll                 |
| ---- | ---------------------- | -------------------- |
| 1996 | True Blue              | Dan Warren           |
| 2000 | You Can Count on Me    | Rudy Kolinski (Sr.)  |
| 2000 | American Psycho        | Craig McDermott      |
| 2001 | Session 9              | Hank                 |
| 2001 | A Beautiful Mind       | Hansen               |
| 2002 | Sweet Home Alabama     | Jake Perry           |
| 2003 | Hulk                   | Major Glenn Talbot   |
| 2003 | Secondhand Lions       | Older Walter         |
| 2003 | The Wonderland Murders | Ron Launius          |
| 2004 | Around the Bend        | Jason Lair           |
| 2004 | Undertow               | Deel Munn            |
| 2005 | Stealth                | Lt. Ben Gannon       |
| 2005 | An Unfinished Life     | Sheriff Crane Curtis |
| 2006 | Glory Road             | Coach Don Haskins    |
| 2006 | Poseidon               | Dylan Johns          |
| 2011 | The Lincoln Lawyer     | Ted Minton           |
| 2012 | Stolen                 | Vincent Kinsey       |
| 2021 | The Forever Purge      | Dylan Tucker         |